# Бэннан, Барри
Ба́рри Бэ́ннан (англ. Barry Bannan; род. 1 декабря 1989, Эрдри, Стратклайд) — шотландский футболист, полузащитник клуба «Шеффилд Уэнсдей».

## Клубная карьера
До 14 лет Бэннан тренировался в детской футбольного школе клуба «Селтик», а затем перевёлся в молодёжную академию английской «Астон Виллы». После успешного выступления на молодёжном турнире в Германии, где Бэннана признали лучшим игроком, он подписал двухлетний контракт с «Астон Виллой». Его дебют в основном составе бирмингемского клуба состоялся 17 декабря 2008 года в матче Кубка УЕФА против «Гамбурга», которому «Астон Вилла» проиграла со счётом 3:1. 26 февраля, в матче с московским ЦСКА, Бэннан впервые вышел на поле в стартовом составе и провёл весь матч в составе «Астон Виллы». Остаток сезона он провёл в аренде в клубе «Дерби Каунти», за который сыграл 10 матчей и забил один гол в чемпионате Футбольной лиги.
В сезоне 2009/2010 Бэннану не удалось пробиться в основной состав «Астон Виллы», поэтому в ноябре 2009 года он был отправлен в аренду в «Блэкпул» до 30 января, а затем аренда была продлена до конца сезона. В составе «Блэкпула» Бэннан сыграл 20 матчей и забил один гол в чемпионате Футбольной лиги.
14 августа 2010 года Бэннан дебютировал в английский Премьер-лиге, выйдя в составе «Астон Виллы» на замену в матче с «Вест Хэмом». 19 августа он играл уже в стартовом составе в матче Лиги Европы против венского «Рапида» и отметился первым забитым в составе бирмингемского клуба голом. В сезоне 2010/2011 Бэннан сыграл 19 матчей и забил 1 гол в составе «Астон Виллы». В марте 2011 года он был отправлен в аренду до конца сезона в «Лидс Юнайтед», за который сыграл ещё 7 матчей.

## Сборная
Бэннан выступал за молодёжную сборную Шотландии в 2009 и 2010 годах, дебютировав 28 марта 2009 года в матче со сборной Албании. Свой первый матч за взрослую сборную он сыграл 16 ноября 2010 года против Фарерских островов. После этого матча тренер шотландской сборной Крейг Левейн стал регулярно приглашать в команду Бэннана. 6 сентября 2011 года Бэннан отметился результативной передачей на Стивена Нейсмита, забившего единственный гол сборной Литвы в матче отборочного турнира к чемпионату Европы 2012 года.

## Клубная статистика
Данные приведены на 1 февраля 2012 года.
| Клуб             | Сезон            | Чемпионат | Чемпионат | Кубок | Кубок | Кубок Лиги | Кубок Лиги | Еврокубки | Еврокубки | Итого | Итого |
| Клуб             | Сезон            | Игры      | Голы      | Игры  | Голы  | Игры       | Голы       | Игры      | Голы      | Игры  | Голы  |
| ---------------- | ---------------- | --------- | --------- | ----- | ----- | ---------- | ---------- | --------- | --------- | ----- | ----- |
| Астон Вилла      | 2008/09          | 0         | 0         | 0     | 0     | 0          | 0          | 2         | 0         | 2     | 0     |
| Дерби Каунти     | 2008/09          | 10        | 1         | 0     | 0     | 0          | 0          | —         | —         | 10    | 1     |
| Блэкпул          | 2009/10          | 20        | 1         | 0     | 0     | 0          | 0          | —         | —         | 20    | 1     |
| Астон Вилла      | 2010/11          | 12        | 0         | 3     | 0     | 3          | 0          | 1         | 1         | 19    | 1     |
| Лидс Юнайтед     | 2010/11          | 7         | 0         | 0     | 0     | 0          | 0          | —         | —         | 7     | 0     |
| Астон Вилла      | 2011/12          | 16        | 1         | 2     | 0     | 2          | 0          | —         | —         | 20    | 1     |
| Всего за карьеру | Всего за карьеру | 65        | 3         | 5     | 0     | 5          | 0          | 3         | 1         | 78    | 4     |